# 沖縄県道256号豊見城糸満線
沖縄県道256号豊見城糸満線(おきなわけんどう256ごうとみぐすくいとまんせん)は沖縄県豊見城市上田と糸満市真栄里を結ぶ一般県道である。
起点 - 豊見城市名嘉地間は、起点で接続する沖縄県道11号線とともに都市計画道路「豊見城中央線」として指定されている。
豊見城市名嘉地 - 終点間は2017年3月に沖縄西海岸道路豊見城道路・糸満道路が全線完成4車線化するまで国道331号だった。

## 概要

### 区間
- 起点 : 豊見城市上田（沖縄県道7号奥武山米須線・沖縄県道11号線・沖縄県道249号東風平豊見城線）
- 終点 : 糸満市真栄里（国道331号）
- 総延長：8.26km
- 実延長：8.01㎞

### 通過する自治体
- 豊見城市 - 糸満市

### 交差する道路
- 沖縄県道7号奥武山米須線（起点）
- 沖縄県道11号線（起点）
- 沖縄県道249号東風平豊見城線（起点 - 豊見城市宜保・渡橋名 - 翁長）
- E58 那覇空港自動車道豊見城東道路（国道506号）
  - 豊見城・名嘉地インターチェンジ（豊見城市名嘉地）
- 国道331号（豊見城市名嘉地（小禄バイパス）、終点）
- 沖縄県道231号那覇空港線（豊見城市名嘉地）
- 沖縄県道82号那覇糸満線（糸満市潮平、旧道・バイパスともに）
- 沖縄県道250号糸満具志頭線（糸満市兼城）
- 沖縄県道77号糸満与那原線（糸満市糸満ロータリー）

### 重複する路線
- 沖縄県道249号東風平豊見城線（起点 - 豊見城市宜保・渡橋名 - 翁長）
- 沖縄県道77号糸満与那原線（糸満市糸満）

### 路線バス
- 27番・屋慶名線（沖縄バス）豊見城市名嘉地交差点 - 翁長（北）交差点（沖縄バス豊見城営業所発着便のみ）
- 32番・コンベンションセンター線（沖縄バス）豊見城市名嘉地交差点 - 翁長（北）交差点（沖縄バス豊見城営業所発着便のみ）
- 39番・南城線（沖縄バス）豊見城市名嘉地交差点 - 翁長（北）交差点（沖縄バス豊見城営業所発着便のみ）
- 43番・北谷線（沖縄バス）豊見城市名嘉地交差点 - 翁長（北）交差点（沖縄バス豊見城営業所発着便のみ）
- 45番・与根線（那覇バス）豊見城市豊見城交差点 - 上田渡嘉敷入口、与根交差点 - 渡橋名交差点
- 55番・牧港線（琉球バス交通）豊見城市宜保 - 翁長（北）交差点
- 56番・浦添線（琉球バス交通）豊見城市名嘉地交差点 - 翁長（北）交差点
- 81番・西崎向陽高校線（琉球バス交通）糸満市阿波根交差点→兼城 - 糸満市糸満ロータリー（上下線とも糸満ロータリー→兼城→西崎→阿波根→兼城→糸満ロータリーの時計回り）
- 82番・玉泉洞糸満線（琉球バス交通）糸満市糸満ロータリー - 真栄里
- 87番・赤嶺てだこ線（沖縄バス）豊見城市名嘉地交差点 - 翁長（北）交差点
- 88番・宜野湾線（琉球バス交通）豊見城市宜保 - 翁長（北）交差点
- 89番・糸満（高良）線（琉球バス交通・沖縄バス共同運行）豊見城市名嘉地交差点 - 糸満市糸満ロータリー（西崎経由は阿波根 - 兼城は通らない）
- 98番・琉大（バイパス）線（琉球バス交通）豊見城市宜保 - 翁長（北）交差点
- 101番・平和台安謝線（那覇バス）豊見城市上田交差点 - 名嘉地交差点
- 105番・豊見城市内一周線（琉球バス交通）豊見城市上田交差点 - 我那覇、渡橋名交差点 - 翁長（北）交差点
- 107番・南部循環（真壁廻り）線（琉球バス交通）糸満市糸満ロータリー→双子橋→（高嶺・真壁・米須・喜屋武）→真栄里→潮平→（西崎）→兼城→糸満ロータリー
- 108番・南部循環（喜屋武廻り）線（琉球バス交通）糸満市糸満ロータリー→兼城→（西崎）→潮平→真栄里→（喜屋武・米須・真壁・高嶺）→双子橋→糸満ロータリー
- 189番・糸満空港線（琉球バス交通）　糸満市兼城 - 糸満ロータリー
- 256番・浦添てだこ線（琉球バス交通）豊見城市名嘉地交差点 - 翁長（北）交差点
- 446番・那覇糸満線（那覇バス）糸満市糸満ロータリー - 真栄里

### 主要施設
- 豊見城市役所（豊見城市上田）
- JAおきなわ豊見城支店（同）
  - Aコープとみえーる店
- 豊見城中央病院（同）
- サンエー
  - V21ぎぼ食品館（豊見城市宜保）
  - 糸満ロードショッピングセンター（豊見城市翁長）
- MEGAドン・キホーテ豊見城店（豊見城市翁長）[2]
- すき家331号糸満店（糸満市潮平、日本最南端の店舗）
- サンプラザ糸満（糸満市兼城）
  - カインズFCサンプラザ糸満店
  - タウンプラザかねひでいちゅまん市場
  - コメダ珈琲店沖縄糸満店
  - サンキサンプラザ糸満店
  - セブンイレブン糸満兼城サンプラザ糸満店
- いとまんコミュニティエフエム放送（FMたまん）（同）
- 糸満郵便局（糸満市真栄里）
- 那覇バス糸満営業所（同）

## 歴史
- 1953年 : 以下の区間が琉球政府道に指定される。
  - 政府道3号線 豊見城村（現・豊見城市）名嘉地 - 三和村（現・糸満市）喜屋武
  - 政府道68号線 豊見城村（現・豊見城市）名嘉地 - 上田
- 1972年5月15日 : 本土復帰と同時に政府道3号線のうち名嘉地 - 小波蔵が国道331号、政府道68号線が沖縄県道68号線となる。
- 2007年3月17日 : 沖縄西海岸道路豊見城道路が全線開通。
- 2012年3月31日 : 沖縄西海岸道路糸満道路が全線開通。
- 2016年3月30日 : 豊見城道路の全線が4車線化[3]。
- 2017年3月4日 : 糸満道路の全線が4車線化[4]。
- 2017年3月31日 : 路線認定。同時に沖縄県道68号線が廃止される。
- 2017年4月1日 : 国道331号の豊見城市瀬長 - 糸満市真栄里の区間を豊見城道路・糸満道路に本線を移し、旧道部分の豊見城市名嘉地 - 糸満市真栄里の区間を当路線として県道に降格する。[5]